# Адурбадаган
Адурбадаган (среднеперсидский: Ādurbādagān / Āδarbāyagān, парфянский: Āturpātākān) — сасанидская провинция, расположенная в северном Иране, почти соответствующая территории современного иранского Азербайджана. Управляемый марзбаном («маркграфом»), он функционировал как важный пограничный (а позже и религиозный) регион против соседней страны Армении.
Столицей провинции был Ганзак.

## Этимология
Адурбадаган — среднеперсидское написание парфянского Āturpātākān (Атропатена), которое происходит от имени бывшего сатрапа этой местности, Атропат (Āturpāt).

## География
В то время как среднеперсидские тексты расплывчаты и непонятны в отношении географии Адурбадагана, новоперсидские и арабские тексты более ясны. Согласно персидскому географу IX века Ибн Хордадбеху, следующие города входили в состав провинции; Ардебиль, Багаван, Балванкирг, Барза, Барзанд, Габраван, Ганзак, Хой, Кульсара, Марага, Маранд, Мукан, Шапурхваст, Сисар, Таврез, Нариз, Урмия, Салмас, Шиз и Вартхан которые считались самая северная точка Адурбадагана. Южный край провинции находился в городе Сисар. Марага был главным городом в западной части, а Ардебиль — в восточной части. В среднеперсидском географическом тексте шахрестаниха и ераншар упоминается крупный город в Адурбадагане, названный «Шахрестан и Адурбадаган», что, возможно, было другим названием Ардебиля. Столицей провинции был Ганзак.
Когда дом Аршакидов в Армении был упразднён и страна стала сасанидской провинцией в 428 году, армянские провинции Парскаайк и Пайтакаран вошли в Адурбадаган. Северная часть Адурбадагана была расширена в 571 году за счет армянской провинции Сюник.

## История
Поскольку c. 323 г. до н. э. областью Адурбадагана правили местные династии, первоначально Атропаты и его потомки, а также ответвление парфянских Аршакидов с I века нашей эры. В позднюю парфянскую эпоху империя приходила в упадок, что привело к ослаблению власти над западным Ираном. Иранолог Турадж Дарьяи утверждает, что правление парфянского монарха Вологаса V (годы правления 191—208) было «поворотным моментом в истории Аршакидов, когда династия потеряла большую часть своего престижа». Жители Адурбадагана дворянство и крестьянство) объединились с персидским сасанидским князем Ардаширом I (годы правления 224—242) во время его войн против сына Вологаса V и второго преемника Артабана IV (годы правления 216—224) . В 226 году Адурбадаган без особого сопротивления сдался Ардаширу I после того, как он победил и убил Артабана IV в битве при Хормоздгане. Ардашир I, его сын и наследник Шапур I (годы правления 240—270) изображены на скальном рельефе недалеко от Салмаса, что, возможно, является свидетельством сасанидского завоевания Адурбадагана. Знать Адурбадагана, скорее всего, вступила в союз с сасанидами из-за стремления к сильному государству, способному поддерживать порядок. Священство, которое, возможно, чувствовало отчуждение из-за легкомысленных Аршакидов, вероятно, также поддерживало сасанидскую семью из-за её связи с зороастризмом.
События, произошедшие в ранний сасанидский период, увеличили важность Адурбадагана. В то время как Парфянская империя пала в Иране, их линия в Армении помешала Ардаширу I завоевать Армению (или, по крайней мере, всю её). Хотя Армения была окончательно завоевана Шапуром I в 252 г., а страна по-прежнему оставалась проблематичной для сасанидов, даже больше, она обратилась в христианство. В результате с момента появления сасанидов Адурбадаган превратился в военный бастион, а затем в святилища . Однако в 241/2 Шапуру I пришлось организовать экспедицию в Адурбадаган, чтобы подавить беспорядки. После этого провинция, казалось бы, полностью покорилась.
При Каваде I (годы правления 488—496, 498—531) и его сыне и преемнике Хосрове I (годы правления 531—579) империя была разделена на четыре пограничных региона (куст на среднеперсидском языке) с военным командующим (спахбедом). Приграничные регионы были известны как xwarāsān (Восток), xwarārān (Запад), nēmrōz (Юг) и abāxtar (Север). Из-за отрицательной коннотации термин abāxtar был заменен именем Адурбадаган. Из-за того, что куст Адурбадагана и его одноимённая провинция имеют одно и то же название, в источнике часто ошибочно считалось, что это одно и то же. Провинция Адурбадаган, наряду с такими провинциями, как Гилян и Кавказская Албания, входила в состав северной провинции.
В августе 591 года битва при Бларатоне произошла недалеко от Ганзака, между силами Хосрова II и повстанческими силами Бахрама Чобина. Однако вскоре после битвы дядя Хосрова II по материнской линии Виштам восстал (точная дата неизвестна, 590 / 1-596 или 594 / 5-600) и сумел получить контроль над некоторыми частями Адурбадагана . Однако он был побежден Хосровом II и сасанидским генералом Смбатом IV Багратуни. Во время византийско-сасанидской войны 602—628 годов храм огня Адур Гушнасп был разграблен в 623/4 г. византийским императором Ираклием . Иранцам удалось спасти огонь, который они позже восстановили в храме, который был быстро восстановлен.
Апокалиптический среднеперсидский текст «Занд-и Вахман ясн» может сообщать некую форму современной памяти о разрушении храма: «Они убрали Адур Гушнасп с его места из-за (опустошения) этих армий Адур Гушнасп был перенесен в Падишхваргар».
В 651 году арабы вторглись в Адурбадаган, который был владением братьев Испахбудханов Исфандияда и Бахрама. Исфандьяд выступил против арабов, где произошла битва. Однако он был разбит и схвачен арабами. Когда Исфандьяд был в плену, он сказал арабскому полководцу Букайру ибн Абдаллаху, что если он хочет легко и мирно завоевать Адурбадаган, он должен заключить с ним мир. Согласно Балами, Исфандьяд, как известно, сказал, что: «Если вы убьете меня, весь Адурбадаган восстанет, чтобы отомстить за мою кровь, и будет вести войну против вас». Арабский генерал согласился с Исфандьядом и помирился с ним. Однако Бахрам, брат Исфандьяда, отказался подчиниться арабским силам и продолжал сопротивляться им. Хотя он был быстро побежден арабами и был вынужден бежать из Адурбадагана. Таким образом, Адурбадаган перешел под покровительство арабов.

## Население
Большинство населения в Адурбадагане составляли западно-иранские этнические группы, исповедующие зороастризм и говорящие на азари (включая его диалект тати).